# Bachbahn
| Streckenkarte |                                  |                           |                           |
| Streckennummer: | 3304                             |                           |                           |
| Kursbuchstrecke (DB): | 272b (1949–1972) 652 (1972–1996) |                           |                           |
| Kursbuchstrecke: | 272f (1946)                      |                           |                           |
| Streckenlänge: | 16,5 km                          |                           |                           |
| Spurweite: | 1435 mm (Normalspur)             |                           |                           |
| Minimaler Radius: | 278 m                            |                           |                           |
| |                                  |                           |                           |
| \| \| \| von Kaiserslautern \| \| \| \| 0,0 \| Lampertsmühle-Otterbach \| 218,2 \| \| \| \| nach Lauterecken-Grumbach \| \| \| \| 1,7 \| Erfenbach \| 223,2 \| \| \| 3,4 \| Siegelbach \| Siegelbach \| \| \| 5,8 \| Rodenbach \| 225,6 \| \| \| 7,9 \| Weilerbach (Pfalz) \| 239,7 \| \| \| 12,5 \| Schwedelbach \| 262,7 \| \| \| 16,5 \| Reichenbach (Pfalz) \| 278,9 \| |                                  |                           |                           |
| Strecke |                                  | von Kaiserslautern        | von Kaiserslautern        |
| Bahnhof | 0,0                              | Lampertsmühle-Otterbach   | 218,2                     |
| Abzweig ehemals geradeaus und nach rechts |                                  | nach Lauterecken-Grumbach | nach Lauterecken-Grumbach |
| Haltepunkt / Haltestelle (Strecke außer Betrieb) | 1,7                              | Erfenbach                 | 223,2                     |
| Haltepunkt / Haltestelle (Strecke außer Betrieb) | 3,4                              | Siegelbach                | Siegelbach                |
| Haltepunkt / Haltestelle (Strecke außer Betrieb) | 5,8                              | Rodenbach                 | 225,6                     |
| Bahnhof (Strecke außer Betrieb) | 7,9                              | Weilerbach (Pfalz)        | 239,7                     |
| Haltepunkt / Haltestelle (Strecke außer Betrieb) | 12,5                             | Schwedelbach              | 262,7                     |
| Kopfbahnhof Streckenende (Strecke außer Betrieb) | 16,5                             | Reichenbach (Pfalz)       | 278,9                     |

Die Bachbahn war eine 16,5 km lange Nebenbahn, die im Bahnhof Lampertsmühle-Otterbach von der Lautertalbahn abzweigte und nach Reichenbach führte. Ihre VzG-Nummer lautete 3304. Zu ihrem Namen kam die Strecke, da alle Orte, die sie anband, auf die Silbe „-bach“ enden.
Der Abschnitt Lampertsmühle–Otterbach–Weilerbach war ab 1914 in Betrieb; die Weiterführung bis Reichenbach wurde bis 1920 fertiggestellt. 1972 wurde der Personenverkehr eingestellt. Die Bedienung im Güterverkehr endete zwischen Weilerbach und Reichenbach im Jahr 1989, auf dem Teilstück Lampertsmühle-Otterbach–Weilerbach hielt er sich bis Ende 1994. Seit 1996 ist die komplette Strecke stillgelegt. Pläne, einen Teilabschnitt bis Weilerbach für die Personenbeförderung zu reaktivieren, blieben erfolglos und wurden inzwischen aufgegeben. Zwischen Weilerbach und Reichenbach wurde die Bahntrasse bereits Anfang der 1990er Jahre in einen Radweg umgewandelt.

## Geschichte

### Vorgeschichte
Vor dem Bau wurden die Verkehrsverhältnisse der Region unmittelbar nordwestlich von Kaiserslautern als unbefriedigend eingestuft. Die schlechte wirtschaftliche Lage hatte bereits viele Menschen aus der Gegend gezwungen, externe Arbeitsplätze anzunehmen und damit unter anderem zur Entstehung des Westpfälzer Wandermusikantentums beigetragen. Dies ging so weit, dass allgemein eine Landflucht befürchtet wurde. Zwar entstanden im Zuge der Industrialisierung zahlreiche Arbeitsplätze in Kaiserslautern sowie in der Spinnerei Lampertsmühle in Erfenbach, dies änderte jedoch nichts daran, dass die Arbeiter bis zu zwei Stunden Fußweg zu ihrer Arbeitsstätte zurücklegen mussten. Nachdem die Stadt Kaiserslautern 1893 ein Elektrizitätswerk in Betrieb genommen hatte, gab es Pläne, eine Straßenbahnlinie vom Westbahnhof aus über Blechhammer und Siegelbach, eventuell bis Jettenbach oder Offenbach am Glan einzurichten.
Um 1900 bildete sich ein Komitee unter dem Vorsitz eines Pfarrers aus Weilerbach, dem Repräsentanten aus Kaiserslautern, Erfenbach, Kollweiler, Reichenbach, Rodenbach, Schwedelbach, Siegelbach und Weilerbach angehörten. In der Folgezeit gab es unterschiedliche Ansichten über die Streckenführung, die in einer Versammlung am 23. Dezember 1901 deutlich wurden. Zur gleichen Zeit wurden die Pläne für eine Überlandstraßenbahn fallen gelassen, da die großen Steigungen, aber auch die dünne Besiedlung der Region einen wirtschaftlichen Betrieb einer solchen Bahn ausgeschlossen hätten.
Bereits am 22. Februar des Jahres hatte die Gemeinde Oberstaufenbach erfolglos beantragt, die geplante Strecke entlang des Staufenbachs bis zur Straße Altenglan–Wolfstein zu führen. Anfang 1904 schlug das Bezirksamt Kusel eine Streckenführung der Bahnlinie ab Weilerbach nach Norden über Essweiler und Jettenbach bis nach Offenbach vor, womit ein Anschluss an die neu eröffnete Glantalbahn ermöglicht worden wäre. Auch in dieser Gegend bildete sich ein Komitee für die Schaffung einer Bahnstrecke, das argumentierte, dass die Steinbrüche vor Ort lediglich durch einen direkten Eisenbahnanschluss überlebensfähig seien. In diesem Zusammenhang wurde auf die positive Entwicklung des Rammelsbacher Steinbruchs nach der Eröffnung der Bahnstrecke Landstuhl–Kusel verwiesen. Während die pfälzische Regierung dem Vorhaben aufgeschlossen gegenüberstand, scheiterte es 1908 am Widerstand des Landes Bayern endgültig.

### Planung, Bau und Eröffnung (1912–1920)

Bildfahrplan der Strecke aus dem Jahr 1983

Während der größte Teil der Vertreter des ersten Komitees für eine direkte Linienführung von Kaiserslautern nach Siegelbach plädierte, setzte sich schließlich vor allem auf Erfenbacher Initiative die Anbindung an den Bahnhof Lampertsmühle-Otterbach an der Lautertalbahn durch. Bereits zuvor hatten sich Siegelbach und vor allem Erfenbach hinsichtlich des Bahnanschlusses bedeckt gehalten und darauf bestanden, dass die Bahntrasse möglichst weit außerhalb des Siedlungsgebiets verläuft. In diesem Zusammenhang gab es Mutmaßungen, dass sich die beiden Gemeinden um die Arbeitsplätze der Bewohner, die in der Spinnerei Lampertsmühle beschäftigt waren, Sorgen machten, weil eine Bahnstrecke aus Richtung Westen diese gefährdet hätte.
1908 genehmigte der Bayerische Landtag schließlich die Bahnstrecke, jedoch wurde die ursprünglich beabsichtigte Streckenführung über Kollweiler aus topographischen Gründen fallen gelassen. Die Stadt Kaiserslautern unterstützte den Bahnbau ebenfalls nur halbherzig, da sie Konkurrenz für die Arbeitsplätze ihrer Einwohner befürchtete. Der Streit um die Linienführung verzögerte die Planung und Projektierung der Strecke um insgesamt zwei Jahre.
Im November 1912 begannen die Erdarbeiten, bereits Anfang Oktober 1914 war der Abschnitt Lampertsmühle-Otterbach–Weilerbach vollendet. Am 10. Oktober befuhr ein Probezug die Strecke und die offizielle Eröffnung fand fünf Tage später statt. Da zwischenzeitlich der Erste Weltkrieg ausgebrochen war, unterblieben Festlichkeiten aus diesem Anlass. Betreiber waren die Königlich Bayerischen Staatseisenbahnen, die seit 1909 für das gesamte pfälzische Eisenbahnnetz zuständig waren. Die Fertigstellung des Streckenabschnitts nach Reichenbach wurde durch den Krieg maßgeblich verzögert, geschah deshalb erst am 20. Juni 1920 und wurde von einer moderaten Zeremonie begleitet. Bereits zwei Monate zuvor war die Strecke in das Eigentum der neu gegründeten Deutschen Reichsbahn übergegangen.

### Weitere Entwicklung (1920–1949)
In ihren ersten Betriebsjahren diente die Strecke in erster Linie dem Transport landwirtschaftlicher Produkte der Region nach Kaiserslautern, dessen Bewohner als Folge des Krieges mit Lebensmittelknappheit zu kämpfen hatten. In der Folgezeit gab es Bestrebungen, die Bahnlinie bis nach Altenglan zu verlängern, was jedoch nicht realisiert wurde.
In den Jahren 1923 und 1924 fand ein so genannter Regiebetrieb durch Frankreich statt, das die Pfalz bis in die 1920er Jahre besetzt hielt. Die Bevölkerung versuchte während dieser Zeit, die Bahn zu boykottieren. So wurden verstärkt Kraftpostlinien und private Lastkraftwagen als Alternative zum Regiebetrieb eingesetzt. Daneben untersagte das Reichsverkehrsministerium den Eisenbahnern, mit den Besatzern zu kooperieren, sodass die Franzosen den Bahnverkehr selbst in die Hand nahmen. Da ihnen die Betriebsvorschriften und die Sicherheitseinrichtungen der Anlagen jedoch nicht ausreichend bekannt waren, gestaltete sich der Bahnbetrieb während dieser Zeit risikoreich.
1936 wurde die Reichsbahndirektion Ludwigshafen aufgelöst, zu der die Bachbahn bislang gehörte. Die Strecke wurde daraufhin in die Direktion Saarbrücken eingegliedert. Zum 5. Mai 1941 wurde ein Verzeichnis mit dem Titel „Lebenswichtige Züge“ herausgebracht, da damit zu rechnen war, dass der Fahrplan aufgrund des Krieges nicht mehr in vollem Umfang eingehalten werden konnte. Es enthielt ein Mindestangebot von drei Zugpaaren zwischen Kaiserslautern und Reichenbach, die planmäßig verkehren sollten.
Von 1947 bis 1949 stand die Strecke wie das gesamte Eisenbahnnetz innerhalb der Französischen Besatzungszone unter der Verwaltung der Betriebsvereinigung der Südwestdeutschen Eisenbahnen (SWDE).

### Deutsche Bundesbahn (1949–1993)
Mit der Gründung der Deutschen Bundesbahn (DB) im Jahr 1949 ging die Bachbahn in deren Besitz über. Bereits zwei Jahre zuvor hatte die Strecke, bedingt durch die Abtrennung des Saarlandes, von der Reichsbahndirektion Saarbrücken zur Bundesbahndirektion Mainz gewechselt. Mit der Errichtung der Ramstein Air Base verkehrten auf der Bachbahn im Jahr 1953 zusätzliche Berufszüge. 1968 wurde das Personal vom Bahnhof Reichenbach abgezogen. Im Zuge der Auflösung der Bundesbahndirektion Mainz im Jahr 1971 kam die Strecke erneut zur Direktion in Saarbrücken. Am 27. Mai 1972, einem Samstag, fuhr um sieben Uhr morgens der letzte Personenzug.
Im Sommer 1980 organisierten Eisenbahner aus Otterbach einen Sonderzug auf der Bachbahn. Der bestand aus einer Diesellokomotive der DB-Baureihe 218 aus dem Bahnbetriebswerk Kaiserslautern und den Waggons des Touristikzugs „Deutsche Weinstraße“. Zur gleichen Zeit sank auch das Aufkommen im Güterverkehr. Am 27. September 1987 verkehrte von Reichenbach aus ein Gesellschaftssonderzug, der über Kaiserslautern, die Verbindungsstrecke nach Enkenbach und die Eistalbahn bis nach Neuleiningen an der Bahnstrecke Grünstadt–Altleiningen fuhr.
Der Abschnitt Weilerbach–Reichenbach wurde vom 26. Februar bis zum 23. April 1991 abgebaut, nachdem der Güterverkehr dort ab dem 1. Juli 1989 eingestellt worden war. Anschließend kaufte die Verbandsgemeinde Weilerbach die Bahntrasse; bereits im Jahr 1992 wurde dort zwischen Weilerbach und Reichenbach ein Radweg eröffnet. Seine offizielle Einweihung erfolgte zwei Jahre später. Zu diesem Anlass setzte die DB auf Betreiben der Verbandsgemeinde am 16. Mai Sonderzüge zwischen Kaiserslautern und Weilerbach ein.

### Entwicklung seit 1994
Im Zuge der zum 1. Januar 1994 in Kraft getretenen Bahnreform wurde die Deutsche Bahn AG neuer Betreiber der Bachbahn. Anlässlich des Radwandertages im Mai des Jahres fuhren ein letztes Mal Sonderzüge bis Weilerbach.
Auf dem Reststück fuhren bis zum Jahresende gelegentlich noch Übergaben im Güterverkehr. Am 1. Juli 1996 wurde auch das Teilstück Lampertsmühle-Otterbach–Weilerbach stillgelegt. In der Folgezeit erfolgte die Demontage der entsprechenden Weiche im Bahnhof Lampertsmühle-Otterbach. Ein Trassensicherungsvertrag verhinderte zunächst die Demontage des Reststücks, das in der Folgezeit zunehmend von Büschen überwuchert wurde.
Überlegungen, zum Jahr 2000 für die Region um Kaiserslautern unter der Bezeichnung Citybahn ein Regionalstadtbahn-Konzept zu realisieren, brachten eine Reaktivierung der Bachbahn wieder ins Gespräch. Dabei sollten die Züge der Strecke über die Lautertalbahn zum bis 1969 im Personenverkehr bedienten Bahnhof Kaiserslautern West durch die Innenstadt von Kaiserslautern bis zum Rathaus geführt werden. Ein Gutachten attestierte dem Konzept einen volkswirtschaftlichen Nutzen. Zwei weitere Gutachten folgten. Jedoch kamen sämtliche Bestrebungen nicht über den Planungsstatus hinaus; vor allem finanzielle Gründe brachten das Projekt zum Scheitern. Zudem leistete Erfenbach Widerstand gegen eine Streckenreaktivierung. Im Juni 2006 wurden die Reaktivierungspläne des Abschnitts Lampertsmühle-Otterbach–Weilerbach endgültig fallen gelassen; stattdessen ist vorgesehen, die Trasse ebenfalls in einen Radweg umzuwandeln. Am 13. Februar 2008 eröffnete das Eisenbahn-Bundesamt das Beteiligungsverfahren zur endgültigen Entwidmung des Abschnittes Weilerbach–Reichenbach.
Um einen Radweg auf der Trasse bauen zu können, möchten die regionalen Gebietskörperschaften den konventionellen Trassenschutz aufheben. Unter Beteiligung des Zweckverband SPNV Rheinland-Pfalz Süd wurde ein Konzept entwickelt, wie unter Aufhebung der Widmung als Eisenbahnstrecke der Radweg gebaut, aber gleichzeitig die Option zur Reaktivierung erhalten wird. Einen entsprechenden Beschluss fasste der ZSPNV Süd am 28. März 2014.
Am 22. Dezember 2014 kündigte das rheinland-pfälzische Wirtschaftsministerium an, der Entwidmung der Strecke Weilerbach–Otterbach zuzustimmen, allerdings unter der Voraussetzung, dass über einen Grundbucheintrag die Option auf Wiedereinführung des Schienenverkehrs erhalten bleibt.

## Verlauf

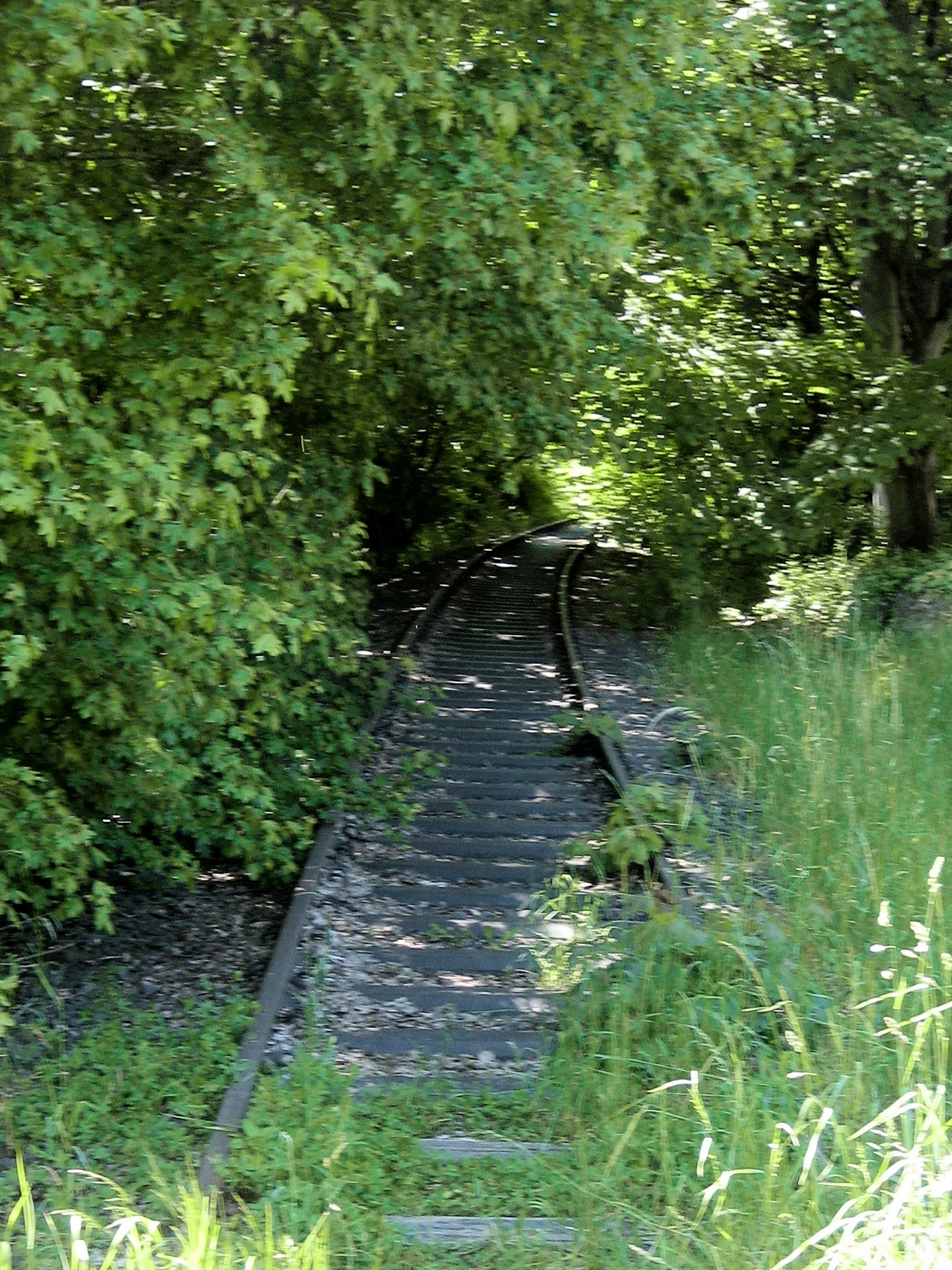
Bachbahn innerhalb von Erfenbach

Die Strecke begann am Bahnhof Lampertsmühle-Otterbach, den sie in nordwestlicher Richtung verließ. Die ersten hundert Meter verlief sie ohne Höhenunterschied. Ab Erfenbach stieg sie fast kontinuierlich an, vor allem zwischen Weilerbach und Schwedelbach, wo das Verhältnis 1:57 betrug. Lediglich zwischen Siegelbach und Rodenbach sowie im Bereich des Bahnhof Reichenbach befand sie sich in einem Gefälle. Zwischen Schwedelbach und Reichenbach durchfuhr sie einen Einschnitt. Die Strecke überwand einen Höhenunterschied von insgesamt 60 Metern.
Der Ausgangsbahnhof der Strecke sowie der Abschnitt Rodenbach–Reichenbach befanden sich innerhalb des Landkreises Kaiserslautern, dazwischen wurde die Gemarkung der heutigen Stadt Kaiserslautern durchquert. Mit Otterbach, Kaiserslautern, Weilerbach, Rodenbach, Weilerbach, Schwedelbach und Reichenbach-Steegen wurde die Gemarkung von insgesamt sieben Ortsgemeinden berührt.

## Betrieb

### Personenverkehr

Fahrplan der Bachbahn aus dem Jahr 1920

1914 verkehrten täglich drei Zugpaare, die bis zum Bahnhof Kaiserslautern West an der Lautertalbahn durchgebunden wurden. Mit der durchgehenden Streckeneröffnung im Jahr 1920 fuhren an Werktagen vier und an Sonntagen zwei Zugpaare; zu diesem Zeitpunkt war die Strecke unter der Kursbuchnummer 237a aufgeführt. Die Züge wurden bis zum Kaiserslauterer Hauptbahnhof geführt.
Bis Mitte der 1930er Jahre erhöhte sich die Anzahl werktäglicher Zugpaare schrittweise auf sieben. Ab 1933 fuhren zudem anlässlich von Zweischichtarbeit in der Baumwollspinnerei Lampertsmühle weitere Züge auf der Bachbahn. 1936 trug sie zusammen mit der Lautertalbahn und der ebenfalls in Otterbach abzweigenden Strecke nach Otterberg die Nummer 245a. In den 1940er Jahren reduzierte sich das Angebot wieder auf fünf Paare und bis Ende der 1950er Jahre auf drei.
1962 erfolgte die Einstellung des Bahnverkehrs an Sonntagen. In den letzten Jahren des Personenverkehrs auf der Strecke entfiel die Durchbindung der Züge über Otterbach weitestgehend. So weist der Sommerfahrplan von 1971 ein Jahr vor der Einstellung drei Zugpaare in jeder Richtung auf, wovon lediglich eine Fahrt nach Reichenbach bereits ab Kaiserslautern begann. Bedeutung hatte die Personenbeförderung auf der Strecke innerhalb der knapp sechs Jahrzehnte in erster Linie für Schüler und Pendler. Zuletzt bildete sie zusammen mit der Lauterstrecke die Kursbuchstrecke 272b.

### Güterverkehr

Buchfahrplan aus dem Jahr 1992

Im Güterverkehr spielte die Strecke ebenfalls eine untergeordnete Rolle. Produkte aus der Landwirtschaft wie beispielsweise Rüben, Bau- und Brennstoffe machten den Hauptanteil der Beförderung aus. Von Weilerbach aus wurde unter anderem Vieh in den Schlachthof am Kaiserslauterer Westbahnhof befördert. In den ersten Betriebsjahren wurden die Güterwagen an die Personenzüge angehängt.
Später war für die Strecke bis in die 1950er Jahre ein eigener Güterzug zuständig. Nachdem zum Zeitpunkt der Einstellung des Personenverkehrs im Jahr 1972 noch mehr als 12000 Tonnen befördert worden waren, ging in den folgenden zehn Jahren das Aufkommen im Güterverkehr deutlich zurück. Damit einhergehend wurde die Bedienung der Strecke von den im Lautertal verkehrenden Zügen übernommen. Anfangs wurde sie morgens in Richtung Norden versorgt, ab den 1980er Jahren hingegen auf dem Rückweg angefahren. Bereits zu diesem Zeitpunkt waren lediglich Übergabezüge für den Betrieb zuständig.
In Weilerbach hatte für Lokomotiven aufgrund nicht vorhandener Weichen zunächst keine Möglichkeit bestanden, umzusetzen. Aus diesem Grund mussten sie hierfür bis Ende der 1980er Jahre bis Reichenbach fahren, obwohl der Güterverkehr auf diesem Abschnitt zu dem Zeitpunkt längst eingestellt worden war. Erst als im Bahnhof Weilerbach entsprechende Weichen eingebaut wurden, konnte auf dieses Prozedere verzichtet werden und der hintere Abschnitt, auf dem sonst kein Verkehr mehr stattfand, stillgelegt werden. 1993 war das Güteraufkommen auf dem verbliebenen Teilstück auf insgesamt 300 Tonnen gesunken, was die Einstellung des Güterverkehrs im Folgejahr bewirkte.

### Fahrzeuge

Auszug aus dem Fahrplan-Buch Heft 1 der Reichsbahndirektion Ludwigshafen von 1930. Dargestellt sind die Einsätze der Baureihe T 4.I.

Für den Fahrzeugeinsatz war in erster Linie das nahe Bahnbetriebswerk Kaiserslautern zuständig. Anfangs kamen auf der Strecke Dampflokomotiven der pfälzischen Baureihe P5 und T 4.I zum Einsatz. Von 1938 bis 1941 wurden Lokomotiven der Baureihe 70.1 eingesetzt, die eine modernisierte Version der Badischen Ig darstellten. Ab 1939 war die auf den Nachbarstrecken sehr weit verbreitete DR-Baureihe 50 auf der Bachbahn ebenfalls zu finden. Ende der 1940er gelangten die im Bahnbetriebswerk Zweibrücken beheimateten preußischen T 14 und T 14.1 ebenfalls auf die Strecke. Bedingt durch die Tatsache, dass infolge des Zweiten Weltkrieges viele Lokomotiven des Bahnbetriebswerks Kaiserslautern schadhaft waren, half von Januar 1950 bis Mitte 1951 die Badische VI c aus, ehe anschließend die Baureihe 86 in der Westpfalz eintraf.

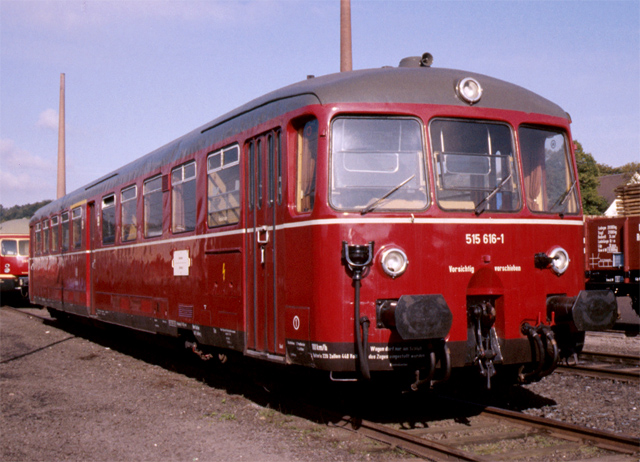
Baureihe ETA 150

Ab 1933 waren für die Dauer rund eines halben Jahrhunderts die Köf II auf der Strecke anzutreffen. In den 1960er Jahren wurden für den Nahgüterverkehr Diesellokomotiven der Baureihen Baureihe V 60 eingesetzt. Die Baureihe V 100 war ab Mitte der 1960er Jahre ebenfalls anzutreffen.
Ab Mitte der 1950er Jahre übernahmen Uerdinger Schienenbusse und Akku-Triebwagen des Typs ETA 150 zunehmend die Leistungen im Personenverkehr. Bis 1957 verkehrte zudem an Sonntagen ein Triebwagen der Baureihe VT 60.5 auf der Bahnlinie. Bei den Sonderfahrten im Frühjahr 1993 auf dem Abschnitt bis Weilerbach wurden Dieseltriebwagen der DB-Baureihe 628 eingesetzt.

### Architektur
Die Empfangsgebäude der Bahnhöfe entlang der Bachbahn wiesen einen Baustil auf, der innerhalb der Pfalz auf keiner anderen Strecke Verwendung fand. Sie waren einstöckig ausgeführt und besaßen einen rechteckigen Grundriss, verputzte Außenwände sowie ein Walmdach mit einem Trapezgiebel, der mit Holz verkleidet war. Auf der dem Gleis zugewandten Seite befand sich eine Veranda, die ebenfalls ein Dach hatte.

## Betriebsstellen

### Lampertsmühle-Otterbach
Der Bahnhof wurde 1883 als Durchgangsbahnhof an der Lautertalbahn eröffnet. Er liegt auf der Gemarkung der Gemeinde Otterbach; in unmittelbarer Nachbarschaft befindet sich die zu Kaiserslautern gehörende Siedlung Lampertsmühle, der er seine Doppelbezeichnung verdankt. Der Bahnhof war ab 1911 Ausgangspunkt einer Stichbahn nach Otterberg, die bis 1969 in Betrieb war und noch bis 1980 als Anschlussgleis fungierte. Somit war die Bachbahn die letzte Strecke, die an den Bahnhof angeschlossen wurde.

### Erfenbach
Der Bahnhof befand sich am nördlichen Ortsrand von Erfenbach. Er verfügte über ein Empfangsgebäude sowie einen Güterschuppen. Die Bahnsteiglänge betrug 140 Meter. Unweits des Bahnsteigs und des Bahnhofsgebäudes befand sich eine Rampe, an die sich ein 72 Meter langes Ladegleis anschloss. Bereits in den 1950er-Jahren war Erfenbach kein eigenständiger Gütertarifpunkt mehr, sondern offiziell nur noch ein Anschlussgleis.

### Siegelbach
Der Bahnhof befand sich am nördlichen Ortsrand von Siegelbach. Er verfügte über ein Empfangsgebäude sowie eine 110 Meter lange Rampe. Die Bahnsteiglänge betrug 152 Meter. Unweit des Bahnsteigs befand sich ein 87 Meter langes Ladegleis. Bereits in den 1950er-Jahren war Siegelbach kein eigenständiger Gütertarifpunkt mehr, sondern offiziell nur noch ein Anschlussgleis.

### Rodenbach

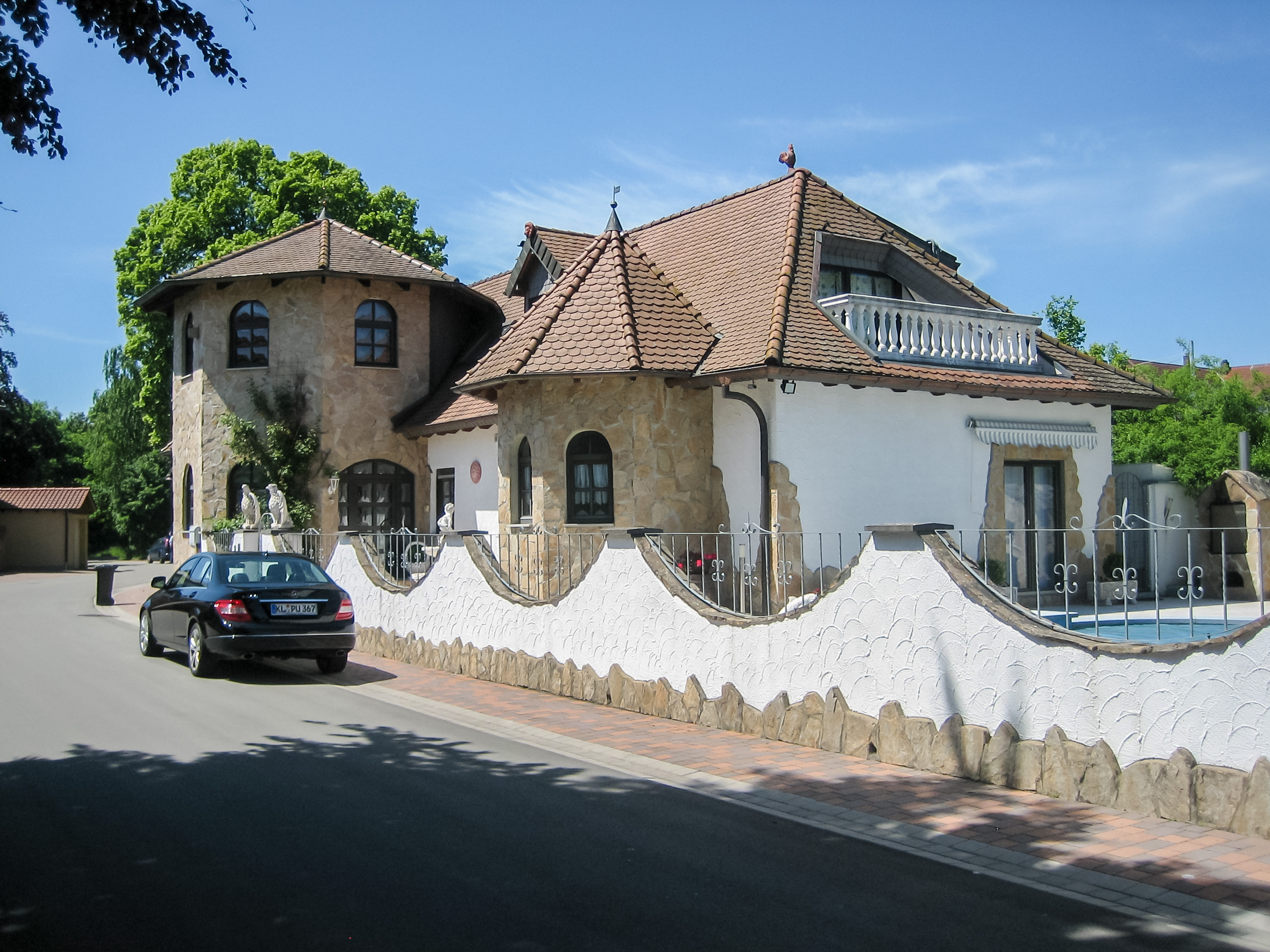
Das mittlerweile umgebaute, in Privatbesitz befindliche Empfangsgebäude des Bahnhofs Rodenbach

Der Bahnhof befand sich innerhalb des östlichen Siedlungsgebiets von Rodenbach. Er verfügte über ein Empfangsgebäude sowie eine 155 Meter lange Rampe. Die Bahnsteiglänge betrug 180 Meter. Unweit des Bahnsteigs sowie der Rampe befand sich ein 213 Meter langes Ladegleis. Unweit des Bahnsteigs befand sich ein 87 Meter langes Ladegleis. Bis zuletzt war der örtliche Reifenhandel Güterkunde des Bahnhofs gewesen.

### Weilerbach (Pfalz)
Der Bahnhof befand sich in der Ortsmitte von Weilerbach. Er verfügte über ein Empfangsgebäude sowie eine 68,3 Meter lange Rampe auf der gegenüber liegenden Seite. Die Bahnsteiglänge betrug 150 Meter. Im Bereich der Rampe befand sich in den 1950er Jahren ein 205 Meter langes Ladegleis. Unmittelbar westlich des Bahnhofsgebäudes und des Bahnsteigs schloss sich ein 60 Meter langes Nebengleis an. Im Bahnhof wurden unter anderem Schlachttiere verladen, die die Züge in den Schlachthof am Kaiserslauterer Westbahnhof transportierten.
In den 1980er Jahren war er offiziell nur noch eine Anschlussstelle. Die Gleisanlagen erlaubten zu diesem Zeitpunkt kein Umsetzen von Lokomotiven mehr, weshalb in den Folgejahren Züge für dieses Prozedere bis Reichenbach fahren mussten, obwohl der dortige Güterverkehr zum Erliegen gekommen war. Erst nachdem Ende der 1980er eine entsprechende Weiche in Weilerbach eingebaut worden war, konnte der hintere Teil der Strecke stillgelegt werden. Zur gleichen Zeit hatte der Bahnhof eine neue Anlage zum Verladen von Getreide erhalten, da sich das Güteraufkommen kurzfristig erhöht hatte. Bis zuletzt war der größte Teil der Gleise vorhanden gewesen. So wurde der Bahnhof zu dieser Zeit von einer Übergabefahrt nach Lauterecken auf dem Rückweg angefahren.

### Schwedelbach

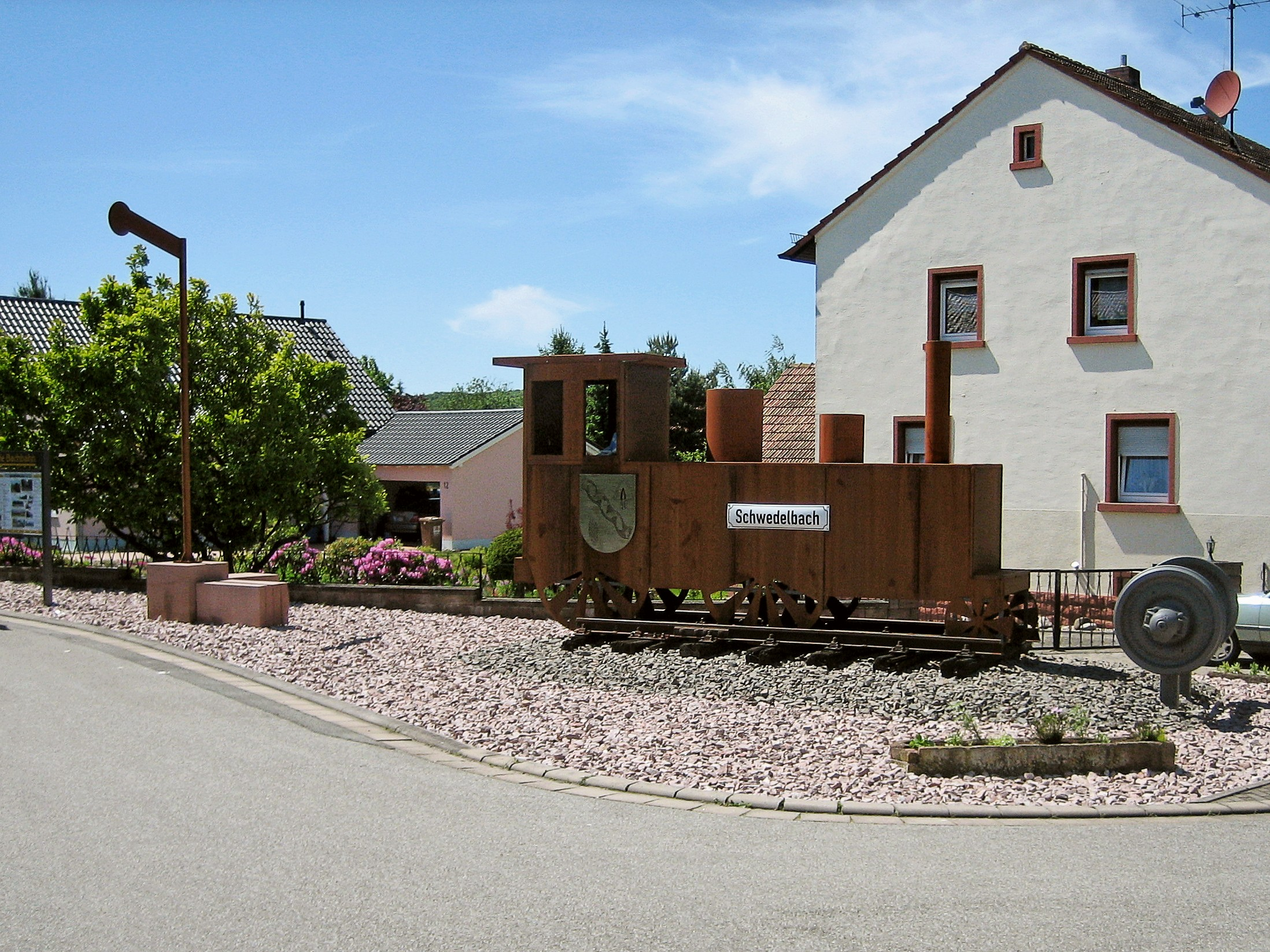
Denkmal am früheren Bahnhof Schwedelbach

Der Bahnhof befand sich am südlichen Ortsrand von Schwedelbach. Nachdem 1962 der Fahrkartenverkauf im Bahnhof aufgegeben worden war, fand er im Privathaus des vorher an der Bahnstation zuständigen Angestellten statt. Direkt neben dem Empfangsgebäude befand sich ein Güterschuppen. Östlich dieser beiden Gebäude schloss sich ein 135 Meter langer Bahnsteig an, der in unmittelbarer Nähe eines Bahnübergangs lag. Bereits in den 1950er Jahren war Schwedelbach kein eigenständiger Gütertarifpunkt mehr, sondern offiziell nur noch ein Anschlussgleis. Westlich des Güterschuppens schloss sich ein 185 Meter langes Ladegleis an, in dessen Bereich sich eine 105 Meter lange Rampe befand. Letztere war die längste entlang der gesamten Bachbahn. An ihr wurden pro Tag bis zu drei Wagen mit Sand, der aus dem Ortsgebiet stammte, gefüllt. 1983 endete die Bedienung des Bahnhofs im Güterverkehr.
2012 wurde in unmittelbarer Nähe des früheren Bahnhofs eine Skulptur, die eine Dampflokomotive darstellt, auf Originalschwellen der Bachbahn aufgestellt. Daneben folgte die Aufstellung einer Infotafel mit einem geschichtlichen Abriss der Bahnlinie.

### Reichenbach (Pfalz)
Der dreigleisige Bahnhof befand sich am südöstlichen Ortsrand von Reichenbachsteegen. Er besaß zudem einen einständigen Lokschuppen, der sich im nordwestlichen Bahnhofsbereich am Ende eines 236 Meter langen Gleises befand und der im Erdgeschoss eine Dienstwohnung beherbergte. Im Dach befand sich ein Behälter mit Speisewasser für Dampflokomotiven sowie Übernachtungsmöglichkeiten. Darüber hinaus verfügte er über einen hölzernen Fachwerk-Anbau. In den 1960er Jahren wurden über Nacht oft drei Dampflokomotiven in ihm stationiert. Nach der Aufgabe des Dampfbetriebs wurde er abgerissen.
Unmittelbar an das Bahnhofsgebäude schloss sich eine 28 Meter lange Rampe an, westlich von ihr existierte ein Güterschuppen. Am anderen Ende des insgesamt 303 Meter langen Ladegleises, das eine Waage beherbergte, schloss sich eine weitere, 75 Meter lange Rampe an. Darüber hinaus war der Bahnhof mit einem 160 Meter langen Haus- und einem 110 Meter langen Inselbahnsteig ausgestattet. In den 1980er Jahren war er offiziell nur noch eine Anschlussstelle.
Vor Ort spielte der Güterverkehr stets eine große Rolle; so befand sich im Einzugsbereich des Bahnhofs ein großer Raiffeisen-Silo, der das gesamte Ortsbild prägte. Zuletzt war im Bahnhof ein Kohlenwagen entladen worden. Obwohl gegen Ende der 1980er-Jahre vor Ort kein Güterverkehr mehr stattfand, mussten Lokomotiven in Reichenbach umsetzen, da dies im Bahnhof Weilerbach zu jenem Zeitpunkt nicht möglich war. Erst als in letzterem Bahnhof mittels einer Weichenverbindung eine solche Möglichkeit geschaffen worden war, konnte der hintere Teil der Strecke stillgelegt und abgebaut werden.